# Baken op Het Oerd

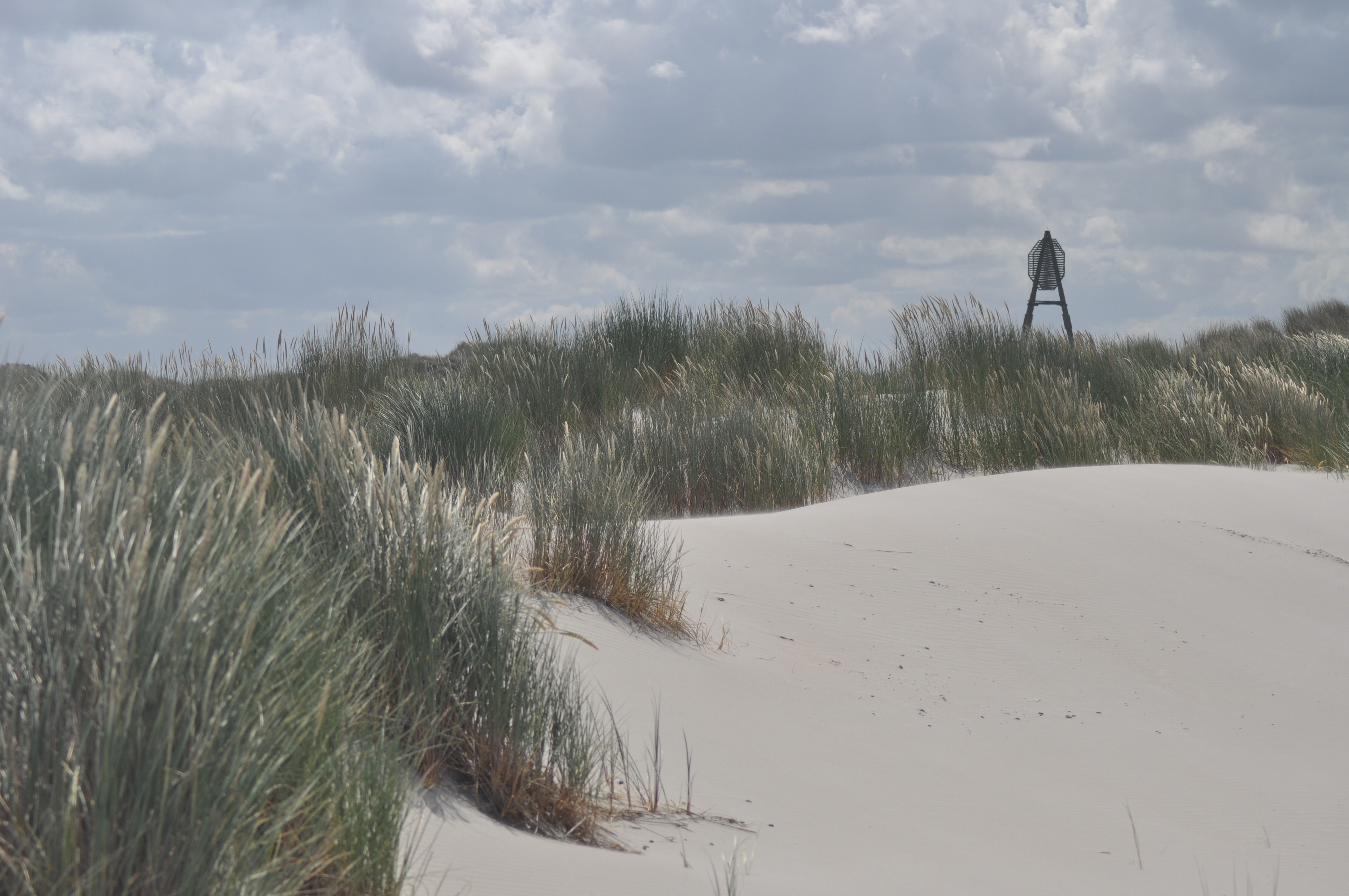
Het baken op Het Oerd

Het baken op Het Oerd is een zeekaap op het Nederlandse Waddeneiland Ameland. De kaap staat op een hoge duin in het oosten van het eiland op Het Oerd.
Naar het oosten is Kaap Engelsmanplaat de eerstvolgende kaap.
De houten kaap bestaat uit vier palen die in piramidevorm tegen elkaar geplaatst zijn, met op ongeveer een derde en twee derde hoogte dwarsverbindingen. In het bovenste deel zijn twee achthoekige houten borden elkaar kruisend aangebracht, zodat ze van alle kanten zichtbaar en herkenbaar zijn.
De kaap werd gebouwd om de veranderingen van de zeegaten in de gaten te kunnen houden.